# Trotteria erigerontis
Trotteria erigerontis är en tvåvingeart som först beskrevs av Ephraim Porter Felt 1907.  Trotteria erigerontis ingår i släktet Trotteria och familjen gallmyggor. Inga underarter finns listade i Catalogue of Life.